# Darwin Information Typing Architecture
De Darwin Information Typing Architectuur (DITA) is een op XML gebaseerde architectuur voor creatie, productie en publicatie van informatie. Hoewel de architectuur tot dusver vooral binnen technische publicaties is toegepast, wordt DITA ook gebruikt in andere branches zoals de uitgeverswereld, voor andere types documenten zoals jurisprudentie, handboeken en procedures.

## Oorsprong en naam
Het ontwerp en de specificatie van de DITA architectuur, de bijbehorende DTD's, XML-schema's en XML, begon in 1999 door IBM om de eigen bedrijfsprocessen voor contentmanagement en publicatie van in- en externe documenten te stroomlijnen. In 2004 is de eerste versie van DITA als standaard in beheer genomen door de OASIS organisatie voor informatiestandaarden, gevolgd in 2005 door het vrijgeven van de DITA Open Toolkit op SourceForge.net.
Het eerste woord in de naam "Darwin Information Typing Architecture" is een verwijzing naar de natuurwetenschapper Charles Darwin. Het belangrijkste concept "specialisatie" in DITA is een soort analogie aan Darwins concept van evolutionaire aanpassing, met een gespecialiseerd element dat de eigenschappen van het basiselement erft waarvan het een specialisatie is.

## Eigenschappen en beperkingen
Uitgangspunt van de architectuur is het verdelen van tekst in bouwstenen of 'topics' ten behoeve van hergebruik en specialisatie en het bundelen van bouwstenen via zogenaamde DITA Maps.

### Onderwerp georiënteerd
Informatie wordt in DITA geschreven als modulaire onderwerpen of 'topics'. Dit in tegenstelling tot lange 'boek georiënteerde' dossiers. Een DITA Map verbindt onderwerpen tot een te publiceren eenheid. Een dergelijke DITA Map kan hiërarchisch van aard zijn. De verschillende topics kunnen eenvoudig in meerdere DITA Maps hergebruikt worden. Een dergelijke manier van werken vergt wel veel van het redactieproces en kan, indien te stringent toegepast als een behoorlijk keurslijf worden ervaren. Goede informatieanalyse is dan ook noodzakelijk voor het succesvol toepassen van DITA.

### Verwijzingen
Fragmenten van onderwerpen (topics), of eventueel de onderwerpen zelf, kunnen door het gebruik van inhoudelijke verwijzingen (conref) opnieuw worden gebruikt op basis van een invoegmechanisme.

### Conditionele tekst
Op basis van filtering van inhoud kunnen bepaalde teksten wel of niet toegevoegd worden aan bepaalde publicaties

### Metadata
DITA leunt zwaar op het gebruik van metadata voor het onderhouden en terugvinden van onderwerpen.

### Informatietypes
DITA specificeert drie informatietypes: Taak (Task), Concept en Verwijzing (Reference). Elk van de drie informatietypes is een specialisatie van het generieke type Onderwerp (Topic). Onderwerp bevat standaard een titelelement, een header element voor meta-gegevens, en een body element voor inhoud (content). Het body element bevat paragraaf, lijst, en lijstelementen, enigszins vergelijkbaar met HTML.
- De informatiepagina op basis van het type Taak bevat een beschrijving van procedures om een bepaalde taak te verwezenlijken. Een taak bevat vaak een lijst van een reeks stappen die een gebruiker moet volgen om een te verwachten resultaat te bereiken. De stappen zijn beschreven in een zogenaamd taskbody element. Dit taskbody element is een specialisatie van het generieke bodyelement.
- Een informatiepagina op basis van het type concept informatietype bevat vaak een definitie of een regel en richtlijnen.
- Een informatiepagina op basis van het type verwijzing bevat vaak een onderwerp die gedetailleerd syntaxis, programmeerinstructies, en ander verwijzingsmateriaal beschrijft.

### Specialisatie
In DITA is het mogelijk nieuwe types te vervaardigen als specialisatie van bestaande types. Door specialisatie kunnen nieuwe informatietypes, nieuwe elementtypes en nieuwe attributen vervaardigd worden, specifiek voor de organisatie of het product waarvoor DITA gebruikt gaat worden.

## Vervaardigen van content in DITA
DITA Maps en onderwerpen zijn XML bestanden. Zaken als afbeeldingen, video en andere niet tekstuele elementen worden via verwijzingen toegevoegd. In principe kunnen alle XML editors DITA content vervaardigen en onderhouden. In de markt zijn DITA gespecialiseerde producten voor onderhoud en beheer van op DITA gebaseerde content beschikbaar.

## Publiceren van DITA content
DITA is ontworpen als een end-to-end architectuur. Dit betekent dat de architectuur naast bovengenoemde informatietype beschrijvingen ook regels bevat om inhoud te publiceren in HTML, online help en andere formaten. Specifieke 'publishing engines' zijn in de markt verkrijgbaar die dit proces kunnen ondersteunen.

### Lokale versies
DITA biedt ondersteuning voor het aanpassen aan een taal of gebied via de attribuutgroep 'locatisation'. Via attributen kan bij elementen worden aangegeven of deze aangepast dienen te worden. De taal van een element kan worden aangegeven. Een DITA-project kan vertaald worden naar XLIFF en weer terug met behulp van de 'DITA-XLIFF Roudtrip Tool for DITA-OT' en programma's voor computerondersteund vertalen.

## DITA Open Toolkit
Toen DITA in 2001 als open standaard werd vrijgegeven, droeg IBM de Open Toolkit DITA (DITA OT) over aan de open source gemeenschap. DITA OT was daarmee het eerste DITA bewerkingsgereedschap. Het is momenteel een actief open-sourceproject, met bijdragen van diverse bedrijven.
Out-of-the-box kan de DITA OT alle geldige specialisaties van DITA aan en diverse outputformaten produceren zoals:
- PDF, via XSL-FO
- XHTML
- Microsoft Compiled HTML Help
- Eclipse Help
- Java Help
- Oracle Help
- Rich Text Format

DITA OT bevat aanpasbare stylesheets die het formatteren en de lay-out van leesbare publicaties reguleert.